# Hiéroglyphe égyptien G10
Le Sokar dans la barque henou, en hiéroglyphes égyptiens, est classifié dans la section G « Oiseaux » de la liste de Gardiner ; il y est noté G10. 

## Représentation
Il représente le dieu Sokar sous forme de faucon pèlerin (Falco peregrinus) dans sa barque henou.

## Utilisation
| z · k · r | G10 |

| z · k · r | G10 |

| H | U8 · n | nw | w | G10 |

| H | U8 · n | nw | w | G10 |

| H | U8 · n | nw | w | G10 |

| H | U8 · n | nw | w | G10 |